# Ana de Begoña Azcárraga
Ana de Begoña Azcárraga (Salvatierra, Álava, 1946-Vitoria, 2009) fue una historiadora del arte, escritora y profesora de universidad española. Obtuvo la primera cátedra de Historia del Arte en la Universidad del País Vasco (UPV-EHU).

## Biografía
Estudió geografía e historia en la Universidad Complutense de Madrid y se doctoró en historia del arte por la Universidad de Valladolid con la tesis Arquitectura doméstica y urbanismo en la Llanada de Álava en 1980.

### Trayectoria
Fue profesora en la Facultad de Filología, Geografía e Historia del campus de Álava. Tras su vuelta a Vitoria, trabajó en el desaparecido periódico Norte Exprés y como profesora en la Escuela de Comercio, en el Instituto de Enseñanzas Medias.
Su labor universitaria se inició en los años 70 cuando el Colegio Universitario de Álava, dependiente de la Universidad de Valladolid, pasó a ser la facultad de Filología y Geografía e Historia de la Universidad del País Vasco. Además de docente en el departamento de Historia del Arte y Música fue una investigadora sobre todo de la arquitectura y del urbanismo de Vitoria y Álava tanto en la arquitectura industrial como en la dedicada al espectáculo, los teatros y los cines. También dedicó una importante labor de investigación a la pintura y la escultura del País Vasco como los estudios del pintor vitoriano Ignacio Díaz de Olano.
Junto a Micaela Portilla y Javier Cenicacelaya trabajó en la Dirección General de Patrimonio Histórico-Artístico y Bibliotecas en la Consejería de Cultura y Turismo del Gobierno Vasco.
Fue miembro de la Real Sociedad Bascongada de Amigos del País.

## Obras
- Arquitectura doméstica en la Llanada de Álava, siglos XVI, XVII y XVIII, Vitoria, 1986.[5]

- Vitoria: aspectos de arquitectura y urbanismo durante los dos últimos siglos, Vitoria, 1982[6]

- El Rosario de los faroles en honor de Nuestra Señora de la Virgen Blanca, Vitoria, 1997.[7]
- Las Casas de la Juntas Generales de Álava, 2000.[8]
- El difícil silencio, 1970. Poemario, Obra Cultural de la Caja de Ahorros de la Ciudad de Vitoria, 1970
- Particularismos y reservas. El movimiento romántico en los artistas del País Vasco[9]
- Joaquín Lucarini, escultor, 1985[10]
- Contribución del País Vasco a la pintura europea entre los siglos XIX y XX[11]
- La incorporación de la Rioja Alavesa a la últimas manifestaciones arquitectónicas a través de Santiago Calatrava y Frank Gehry, 2004.